# Нурінськ
Нурі́нськ (рос. Нуринск) — село у складі Могойтуйського району Забайкальського краю, Росія. Адміністративний центр Нурінського сільського поселення.

## Населення
Населення — 789 осіб (2010; 835 у 2002).
Національний склад (станом на 2002 рік):
- росіяни — 72 %
- буряти — 27 %